# Déclencheur de sécurité
Un déclencheur de sécurité est un dispositif chargé d'assurer automatiquement la sécurité des personnes ou des biens.

## Parachutisme
Parfois appelés AAD (en), les déclencheurs de sécurité ont pour fonction d'ouvrir le conteneur du parachute de secours, au cas où le parachutiste ne le ferait pas ou ne serait plus en mesure de le faire. Ce dispositif rendu obligatoire en France par la FFP a d'ores et déjà sauvé de nombreuses vies.
Il s'agit d'un petit boîtier logé dans le conteneur du parachute de secours. Il détecte l'altitude et la vitesse de chute à l'aide d'un capteur barométrique et peut libérer le parachute de secours. Les modèles actuels utilisent un microprocesseur qui peut commander un sectionneur pyrotechnique. Ce dernier actionne une guillotine qui coupe un cordon (loop), ce qui libère le parachute. Ce sectionneur est étanche et ne provoque aucun dommage à l'équipement.

### Historique
Les premiers déclencheurs sont purement mécaniques. Les premiers, de conception tchèque sont apparus en URSS vers 1930 avec KAP 3, puis vers 1950 sont apparus Sentinel MK 2000 et Hi Tek 8000. Tous les modèles mécaniques tirent sur une broche pour libérer le parachute.
Depuis 1991, tous les constructeurs ont opté pour les dispositifs électroniques. On peut encore voir des FXC mécaniques mais leurs jours sont comptés.
Il faut noter qu'il n'existe aucune certification pour les déclencheurs de sécurité. Cependant l'aviation civile ou les constructeurs peuvent interdire leur utilisation, s'ils empêchent le bon fonctionnement du matériel certifié (sac harnais + secours) . La FFP se réserve le droit d'interdire l'usage de certains modèles dans ses écoles s'ils s'avéraient peu fiables.

### Déclenchement
Quelle que soit la technologie utilisée, le principe est toujours le même : si à une hauteur critique, la vitesse de chute dépasse une valeur donnée (de 13  à   45 m/s selon les modèles), le dispositif ouvre le parachute de secours. La hauteur de déclenchement est comprise entre 220  et   320 m. Elle dépend du modèle du déclencheur et des compétences du parachutiste. Les tandems sont réglés à une hauteur comprise entre 600  et   670 m.

### Modèles

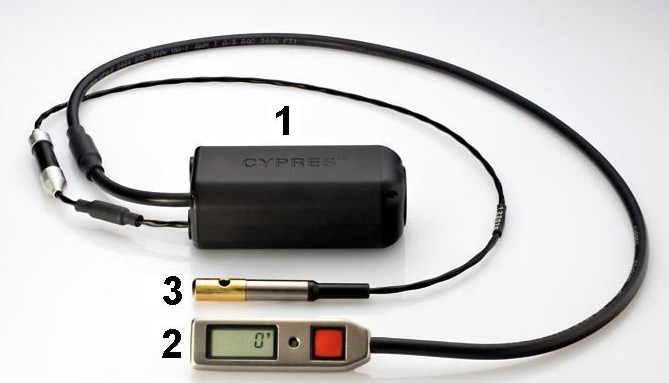
Déclencheur de sécurité cypres :
1 : boîtier électronique
2 : afficheur
3 : sectionneur

Tous les déclencheurs sont constitués de 3 parties
- Cypres : Produit par la société allemande Airtec depuis 1991, le Cypres est le premier à avoir utilisé la coupure de la bouclette par un sectionneur pyrotechnique commandé par un microprocesseur. Le cypres est composé de trois parties : le boîtier électronique, le sectionneur et un afficheur que l'on place en haut du sac-harnais.

- Vigil : Produit par la société belge AAD depuis 1997, il comporte trois parties comme le Cypres. Ces deux types de déclencheurs équipent la quasi-totalité du parc français de parachutes. Le Vigil requiert moins d'opérations de maintenance que le Cypres.

- FXC 12000 : Produit par la société de Californie FXC, c'est un dispositif purement mécanique. Il est aussi composé de trois parties. Son actionneur à ressort tire sur un anneau qui extrait la broche de fermeture du container du parachute. On peut encore voir des FXC 12000 dans les écoles de parachutisme.

- Astra : Conçu en 1996 et produit par la société FXC. Il se compose de trois parties comme ses concurrents Vigil et Cypres.

- Argus : Produit par la société belge Aviacom. Dispositif composé de trois parties. Annonce de la fin de production le 23 septembre 2011.

- MPAAD : Produit par la société tchèque Mars. Son avantage est sa compacité car tout est inclus dans un unique boîtier (électronique, affichage, sectionneur). La boucle de fermeture traverse le boitier en son centre. Son inconvénient est de nécessiter un sac-harnais spécialement conçu pour ce déclencheur. Il n'est donc pas interchangeable avec les autres systèmes en trois parties.
- m2AAD: Le nouveau système de sécurité de la société tchèque MarS a.s. Il est produit depuis 2011 et au contraire du MPAAD il reprend le même concept que les autres ouvreurs de sécurité du marché; 3 sous ensembles boîtier électronique, afficheur et sectionneur pyrotechnique. Il existe en 4 références spécifiques: expert de couleur rouge, Student de couleur jaune, Speed de couleur verte et la version Tandem de couleur bleue. Le m2AAD est prévu pour une durée de vie de 15 ans ou 15000 sauts sans retour au fabricant et sans changement de batterie.

## Précautions
Pendant le transport du parachute en tant que bagage, le déclencheur de sécurité doit être éteint ou désactivé afin d'éviter toute ouverture intempestive. Cela pourrait éventuellement arriver en claquant une portière de voiture ou en passant à grande vitesse dans un tunnel.
Le transport en avion ne présente aucun danger mais la nature pyrotechnique du sectionneur peut faire peur à certains. Peur tout à fait infondée car la charge est un générateur de gaz qui agit dans un tube métallique étanche. D'ailleurs son fonctionnement ne laisse aucune trace sur l'équipement et n'est pas audible par le parachutiste.

## Autres domaines
gaz, incendie...